# Mollerussa
Mollerussa ist eine katalanische Stadt in der Provinz Lleida im Nordosten Spaniens. Sie ist die Hauptstadt der Comarca Pla d’Urgell.

## Geographische Lage
Die Stadt liegt etwa 20 Kilometer östlich von Lleida an der Nationalstraße II von Madrid nach Barcelona und liegt etwa 110 km vor letzterer Stadt. 

## Kultur
Der Schutzheilige der Stadt Sant Isidori wird in der Woche des 15. Mai gefeiert.

## Demografie
| 1900  | 1930  | 1950  | 1970  | 1981  | 1986  | 1991  | 1996  | 2001   | 2004   | 2005   | 2006   |
| ----- | ----- | ----- | ----- | ----- | ----- | ----- | ----- | ------ | ------ | ------ | ------ |
| 1.760 | 3.185 | 3.705 | 6.685 | 8.350 | 8.462 | 8.966 | 9.400 | 10.004 | 11.087 | 11.829 | 12.569 |

## Verkehr
Nördlich von Mollerussa verläuft die Autovía A-2 (Autovía del Nordeste), die Carretera Nacional N-II verläuft durch die Innenstadt. Weiterhin befindet sich ein Haltepunkt an der Eisenbahn Manresa–Tàrrega–Lleida in Mollerussa. Etwa 4 Kilometer südöstlich der Innenstadt befindet sich ein Flugplatz für Ultraleichtflugzeuge.